# Kajetan Duszyński
Kajetan Duszyński (Siemianowice Śląskie, 12 maggio 1995) è un velocista polacco, vincitore della staffetta 4×400 metri mista ai Giochi olimpici di Tokyo 2020.

## Palmarès
| Anno | Manifestazione    | Sede      | Evento        | Risultato  | Prestazione | Note                                     |
| ---- | ----------------- | --------- | ------------- | ---------- | ----------- | ---------------------------------------- |
| 2014 | Mondiali juniores | Eugene    | 4×400 m       | Batteria   | 3'10"94     | Miglior prestazione personale            |
| 2015 | Europei U23       | Tallinn   | 400 m piani   | Semifinale | 46"89       |                                          |
| 2015 | Europei U23       | Tallinn   | 4×400 m       | Argento    | 3'05"35     | Miglior prestazione personale            |
| 2017 | Europei under 23  | Bydgoszcz | 400 m piani   | 7º         | 46"80       |                                          |
| 2017 | Europei under 23  | Bydgoszcz | 4×400 m       | Argento    | 3'04"22     | Miglior prestazione personale            |
| 2017 | Mondiali          | Londra    | 4×400 m       | 7º         | 3'01"59     | Miglior prestazione personale            |
| 2017 | Universiadi       | Taipei    | 400 m piani   | 4º         | 46"50       |                                          |
| 2018 | Europei           | Berlino   | 4×400 m       | 5º         | 3'02"27     | Miglior prestazione personale stagionale |
| 2019 | World Relays      | Yokohama  | 4×400 m       | 15º        | 3'05"91     |                                          |
| 2019 | World Relays      | Yokohama  | 4×400 m mista | 5º         | 3'20"65     |                                          |
| 2019 | Universiadi       | Napoli    | 4×400 m       | Bronzo     | 3'03"35     | Miglior prestazione personale stagionale |
| 2021 | Europei indoor    | Toruń     | 400 m piani   | Semifinale | 47"26       |                                          |
| 2021 | World Relays      | Chorzów   | 4×400 m       | Batteria   | 3'05"04     |                                          |
| 2021 | Giochi olimpici   | Tokyo     | 4×400 m       | 5º         | 2'58"46     | Miglior prestazione personale            |
| 2021 | Giochi olimpici   | Tokyo     | 4×400 m mista | Oro        | 3'09"87     | Record olimpico · Record europeo         |
| 2022 | Mondiali indoor   | Belgrado  | 400 m piani   | Semifinale | 47"21       |                                          |
| 2022 | Mondiali indoor   | Belgrado  | 4×400 m       | 4°         | 3'07"81     | Miglior prestazione personale stagionale |
| 2022 | Mondiali          | Eugene    | 400 m piani   | Batteria   | 46"57       |                                          |
| 2022 | Mondiali          | Eugene    | 4×400 m       | 9º         | 3'02"51     | Miglior prestazione personale stagionale |
| 2022 | Mondiali          | Eugene    | 4×400 m mista | 4º         | 3'12"31     |                                          |
| 2023 | Europei indoor    | Istanbul  | 400 m piani   | Semifinale | 47"01       |                                          |
| 2023 | Mondiali          | Budapest  | 4×400 m mista | 8º         | 3'15"49     |                                          |
| 2024 | World Relays      | Nassau    | 4×400 m       | Batteria   | 3'05"91     |                                          |
| 2024 | Europei           | Roma      | 4x400 m       | Batteria   | dq          |                                          |
| 2024 | Giochi olimpici   | Parigi    | 4x400 m       | Batteria   | 3'01"21     |                                          |
| 2025 | World Relays      | Guangzhou | 4x400 m mista | 7ª         | 3'16"48     |                                          |

## Altre competizioni internazionali
2021
- Campionati europei a squadre di atletica leggera ( Chorzów)